# Exeter-Punkt
In der Geometrie ist der Exeter-Punkt einer der ausgezeichneten Punkte eines ebenen Dreiecks. Der Exeter-Punkt hat in Clark Kimberlings Encyclopedia of Triangle Centers die Bezeichnung X(22).
Der Punkt wurde bei einem Computermathematik-Workshop der Phillips Exeter Academy im Jahr 1986 entdeckt.
Damit ist er eines der in neuerer Zeit gefundenen Dreieckszentren – im Gegensatz zu den klassischen Punkten wie Schwerpunkt, Inkreismittelpunkt oder Steiner-Punkt.

## Definition

Exeter-Punkt (engl.: Exeter point) des Dreiecks ABC

Der Exeter-Punkt ist folgendermaßen definiert:
Es sei ein beliebiges Dreieck ABC gegeben. Die Schnittpunkte der verlängerten Seitenhalbierenden mit dem Umkreis seien mit A' , B'  bzw. C'  bezeichnet. DEF sei das Dreieck, das von den Tangenten an den Umkreis in den Punkten A, B und C gebildet wird (D gegenüber von A, E gegenüber von B und F gegenüber von C). Dann schneiden sich die Geraden DA' , EB'  und FC'  in einem Punkt. Dieser Schnittpunkt ist der Exeter-Punkt des Dreiecks ABC.

## Trilineare und baryzentrische Koordinaten
Die trilinearen Koordinaten des Exeter-Punkts sind
{\displaystyle (a(b^{4}+c^{4}-a^{4}),b(c^{4}+a^{4}-b^{4}),c(a^{4}+b^{4}-c^{4})),}
die baryzentrischen Koordinaten
{\displaystyle (a^{2}(b^{4}+c^{4}-a^{4}),b^{2}(c^{4}+a^{4}-b^{4}),c^{2}(a^{4}+b^{4}-c^{4})).}

## Eigenschaften
- Der Exeter-Punkt des Dreiecks ABC liegt auf der Euler-Geraden des Dreiecks ABC (der Linie, die durch den Schwerpunkt, den Höhenschnittpunkt und den Umkreismittelpunkt geht).[1]